# Maiara Walsh
Maiara Walsh (Seattle, 18 februari 1988) is een Amerikaans actrice met een Braziliaanse moeder. Ze maakte in 2008 haar filmdebuut in Lullabye Before I Wake. Sinds mei 2009 speelt ze Ana Solis in Desperate Housewives. Walsh was eerder van januari 2007 tot en met september 2008 te zien als ambassadeursdochter Meena Paroom in 34 afleveringen van Cory in the House.

## Filmografie
| Jaar | Titel                  | Rol               | Bijzonderheden                              |
| ---- | ---------------------- | ----------------- | ------------------------------------------- |
| 2013 | The Starving Games     | Kantmiss Evershot |                                             |
| 2012 | Last Hours in Suburbia | Jennifer          | aka A Fall from Grace                       |
| 2012 | General Education      | Katie             |                                             |
| 2010 | Mean Girls 2           | Mandi             |                                             |
| 2009 | The Prankster          | Sage Ryan         |                                             |
| 2008 | Revolution             | Emily             | Gemaakt voor televisie (The Sci-Fi Channel) |
| 2007 | Lullabye Before I Wake | Megan             | Gefilmd in Thailand in de zomer van 2006    |

## Televisie
| Jaar       | Titel                | Rol          | Bijzonderheden                                                      |
| ---------- | -------------------- | ------------ | ------------------------------------------------------------------- |
| 2009-heden | Desperate Housewives | Ana Solis    | Mei 2009 (gastrol - seizoen 5, afl. 24), september 2009 (seizoen 6) |
| 2007-2008  | Cory in the House    | Meena Paroom |                                                                     |
| 2005       | Unfabulous           | Een nichtje  | "The Bar Mitzvah" (seizoen 1, afl. 13)                              |

|2010
|Sarah
|"The Vampire Dairies" (seizoen2, alf. 5 & 7